# Zlé oko (opera)
Zlé oko, (ve francouzském originále Le Mauvais-œil resp. Le Mauvais Œil) je komická opera (opéra comique) o jednom dějství francouzské skladatelky Loïsy (vl. jm. Louise-Françoise) Pugetové. Libreto k ní napsali (Augustin-)Eugène Scribe a skladatelčin manžel Gustave Lemoine na námět stejnojmenné povídky Rogera de Beauvoira. Premiéra opery se konala 1. října 1836 v pařížském divadle Théâtre royal de l'Opéra-Comique, přesněji v budově pařížské burzy (Palais de la Bourse, nyní Palais Brongniart).

## Vznik, historie a charakteristika
Skladatelka Loïsa Pugetová získala hudební vzdělání u své matky, pěvkyně Jeanne-Françoise Stassny, a později zejména u skladatele Adolpha Adama. Zhruba od roku 1830 pronikla do hudebního povědomí jako skladatelka romancí – umělých písní s klavírním doprovodem, které byly často hrány v salonech. K mnohým z nich napsal slova Gustave-Adolphe Lemoine, od roku 1845 její manžel. V roce 1836, ve svých stěží třiadvaceti letech, pak Pugetová pronikla i na prestižní jeviště divadla Opéra-Comique se svou jednoaktovou operou Zlé oko; tisk přičítal tento úspěch vedle rostoucí známosti skladatelky i vlivu její přítelkyně a podporovatelky, vynikající pěvkyně Laure Cinti-Damoreauové, která si také ve Zlém oku vyhradila hlavní ženskou roli.
Libreto, jež původně neslo název Pohled (Un regard), z dílny Lemoina a nejslavnějšího a nejproduktivnějšího libretisty své doby, Eugèna Scriba, je solidně napsané, ale velmi konvenční. Jako mnoho jiných podobných děl této doby se odehrává na venkově, v mírně exotickém španělském prostředí, a zápletka je okořeněna lidovou pověstí o nadpřirozené bytosti, kterou představuje komická postava v baladě – podobně jako v Meyerbeerově Robertu ďáblovi, Boieldieuově Bílé paní nebo třeba Vlkodlakovi Louisy Bertinové z roku 1829, poslední opeře napsané ženou, kterou Opéra-Comique před Zlým okem uvedla. Na tuto nepůvodnost poukazoval například Hector Berlioz ve své recenzi pro Revue et gazette musicale de Paris a zejména Scribovi nepřátelský tisk, jako La Presse, poukazoval na řadu jiných nedostatků libreta. V ochranu libreto bral například časopis Charivari: „Tento malý akt, který jen tak tak dosahuje ambicí pro libreto opéry comique, není prostý vtipu a veselí.“

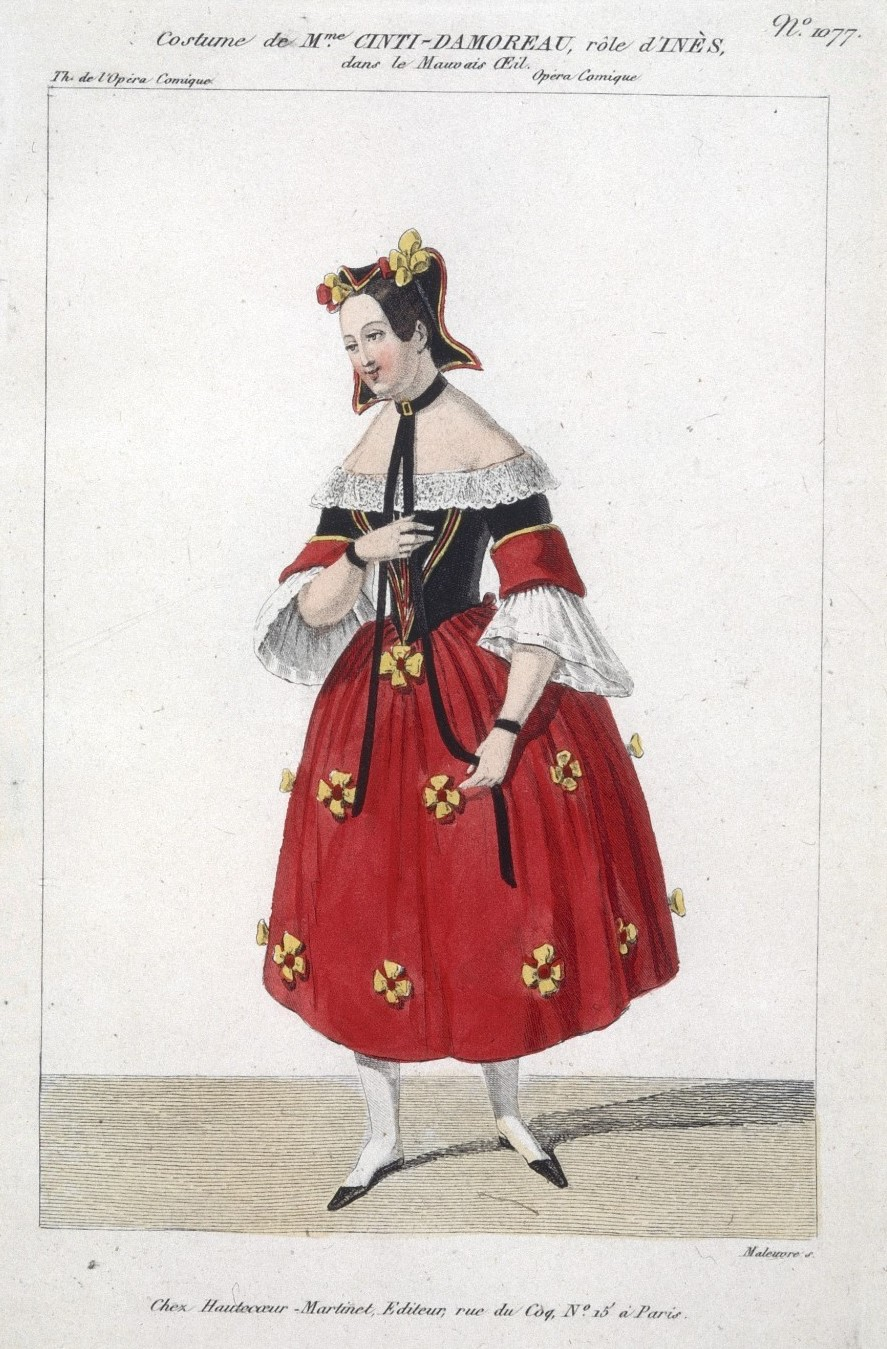
Laure Cinti-Damoreau jako Inès ve Zlém oku, kostýmní návrh Louise Maleuvra

Pokud jde o hudbu, všichni recenzenti se shodovali na tom, že se v ní příliš odráží nadání a zkušenosti Pugetové dosud směřující k salonní hudbě. Zejména Frédéric Soulié v deníku La Presse se rozohňoval, že Zlé oko není opera, ale „album romancí“. „Považujeme za zcela zbytečné dávat 240 000 franků subvence řediteli na to, aby na jeviště uvedl album písniček, byť by byly hezké.“ I Berlioz připustil, že to je „přehršel půvabných a jiskřivých nicotnůstek“, ale bere tento koncept v ochranu proti „radikálům hudebního umění“, protože to je to, co lidé od kusů v Opéra-Comique chtějí a očekávají. Technicky náročnější části partitury také dopadly podle hodnocení nejhůře, jako předehra, rozměrnější ansámbly, sbory (podle Berlioze „jsou slabé, nebo lépe řečeno nestojí za nic“), také pokus o propojení partitury melodií z úvodní romance, která se občas v průběhu opery vrací, považoval Berlioz za bezúčelný. Zato sólová čísla – jako velká árie Inez nebo její rozsáhlý duet s Josém – byly ceněny vysoko a nikdo nepochyboval o melodickém nadání Pugetové, která do partitury „hodila plnými hrstmi sto hezkých, nadmíru svěžích hudebních kvítků“ (Jules Janin).

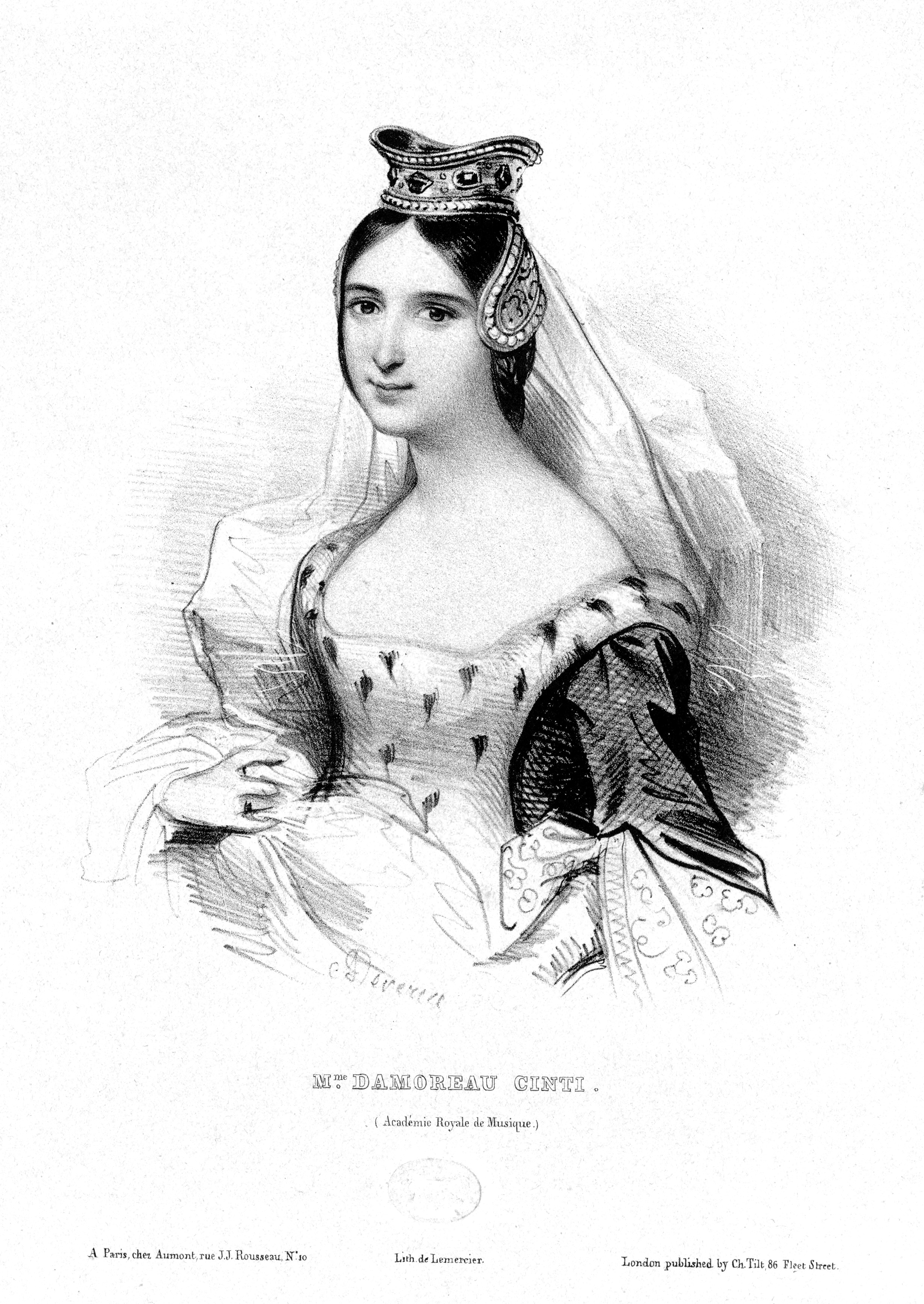
Laure Cinti-Damoreau, první představitelka Inez ve Zlém oku, zde jako Isabella v Robertu ďáblovi

Přes uvedené výhrady odborníci uznávali, že opera sklidila v divadle „skutečný a zasloužený úspěch“ (Hector Berlioz), i na tom, že se na úspěchu podílel nemalou měrou geniální pěvecký a herecký výkon Cinti-Damoreauové, jíž zdatně sekundoval tenorista Antoine Ponchard. List Charivari kontrastoval tento úspěch Pugetové s nepříznivým přijetím, jakého se dostalo v Opéra-Comique většině předchozích žen-skladatelek – Vlkodlakovi Louisi Bertinové v živé paměti – a většině skladatelů proslaveným původně salonní hudbou, jako byl například Hippolyte Monpou. „Slečna Loïsa Pugetová vychází vítězně z této dvojí zkoušky,“ psal jeho recenzent. I Frédéric Soulié, který Zlé oko soudil nejpřísněji, byl donucen konstatovat: „A přesto tato pitomost, nazývejme věci pravými jmény, sklidila ohromný úspěch; musí tedy mít v něčem pravdu. Věc je v tom, že Zlé oko je nejelegantnější, nejpůvabnější album, jaké kdy bylo vydáno. V tom, že salonní publikum, které bylo tomuto představení přítomno, chtělo ve skutečnosti strávit večer v salonu. V tom, že ještě nikdy paní Damoreauová nezpívala s duchaplnější a půvabnější koketérií, s dokonalejším, opojnějším, zázračným kouzlem. V tom, že Ponchard jí sekundoval s výtečným talentem, osvědčeným talentem obdivuhodného zpěváka.“
Podobně jako recenzent Charivari viděli kritikové ve Zlém oku vesměs „šťastný debut a příslib do budoucna“. Adresovali však Pugetové různá varování pro její další kariéru operní skladatelky: „Mladá autorka udělala dost pro to, aby utvrdila svou reputaci hudební květinářky. Očekáváme od ní dílo vyšší úrovně, a přitom ji v jejím zájmu prosíme, aby velkou část romancí, které její fantazie každodenně plodí, vyhradila pro salony. Splatila dluh vděčnosti albům, která ji posloužila jako stupínek v cestě na divadelní jeviště; teď, když se tam dostala, je třeba, aby nám dala díla většího formátu, která jí pomohou se tam udržet.“ (Hector Berlioz) „Tento dobrý a legitimní úspěch mladé autorky tolika okouzlujících romancí ji podle nás musí povzbudit, aby nerozhazovala sem tam namátkou, nalevo napravo, kam padne, tam padne, tolik dobrých a originálních nápadů, které by si měla slečna Loïse Pugetová dobře chránit pro své budoucí opery.“ (Jules Janin) „Pokud jde o slečnu Pugetovou, která riskuje pověst talentované skladatelky, […] nechť nezapomene, že může narazit na publikum, které bude v divadle vyžadovat, aby mu byla předvedena divadelní hudba. Důsledky mohou být hrozivé!“ (Frédéric Soulié)
Přestože ohlas Zlého oka byl relativně povzbudivý, reagovala Loïsa Pugetová na výtky recenzentů tím, že se k práci pro hudební divadlo dlouho nevrátila a soustředila se na spolehlivější kariéru skladatelky romancí, kde její talent nebyl zpochybňován. V polovině 19. století byla považována za „královnu romancí“ s mezinárodním renomé, pak však tento žánr postupně vyšel z módy. Druhé a poslední hudebně-dramatické dílo Loïsy Pugetové – a jejího manžela Gustava Lemoina jako libretisty – je opereta Ponocná aneb Noci Mylady, které měla premiéru v roce 1869.
Totéž libreto v německém přepracování operní pěvkyně Adele Beckmannové roz. Muzzarelliové (pod pseudonymem A. Heinrich) zhudebnil českoněmecký skladatel František Glaeser; jeho opera Das Auge des Teufels měla premiéru roku 1840 v berlínském divadle Königsstädter Theater.

## Osoby a první obsazení
| osoba                                         | hlasový obor   | premiéra (1. října 1836)                                                  |
| --------------------------------------------- | -------------- | ------------------------------------------------------------------------- |
| José, vůdce guerilly ve službách christinistů | tenor          | Louis-Antoine-Éléonore Ponchard                                           |
| Pedro (Pédro), mulař                          | tenor          | Joseph-Antoine-Charles Couderc                                            |
| Gil-Polo, alcade (rychtář) ve vsi Renteira    | bas            | Paul-Jean Fargueil                                                        |
| Tonio, Pedrův podkoní                         | baryton-martin | Léon (vl. jm. Édouard-Éléonore-Robert Moisson, hrabě Moisson de Brécourt) |
| Torribio, karlistický seržant                 | mluvená role   | Victor                                                                    |
| Diego (Diégo), karlistický voják              | mluvená role   | ?                                                                         |
| Inez (Inès), dcera alcada Gil-Pola            | soprán         | Laure Cinti-Damoreau (Laure-Cinthie Montalant)                            |
| Mulaři, horalé, vojáci                        |                |                                                                           |

## Děj opery

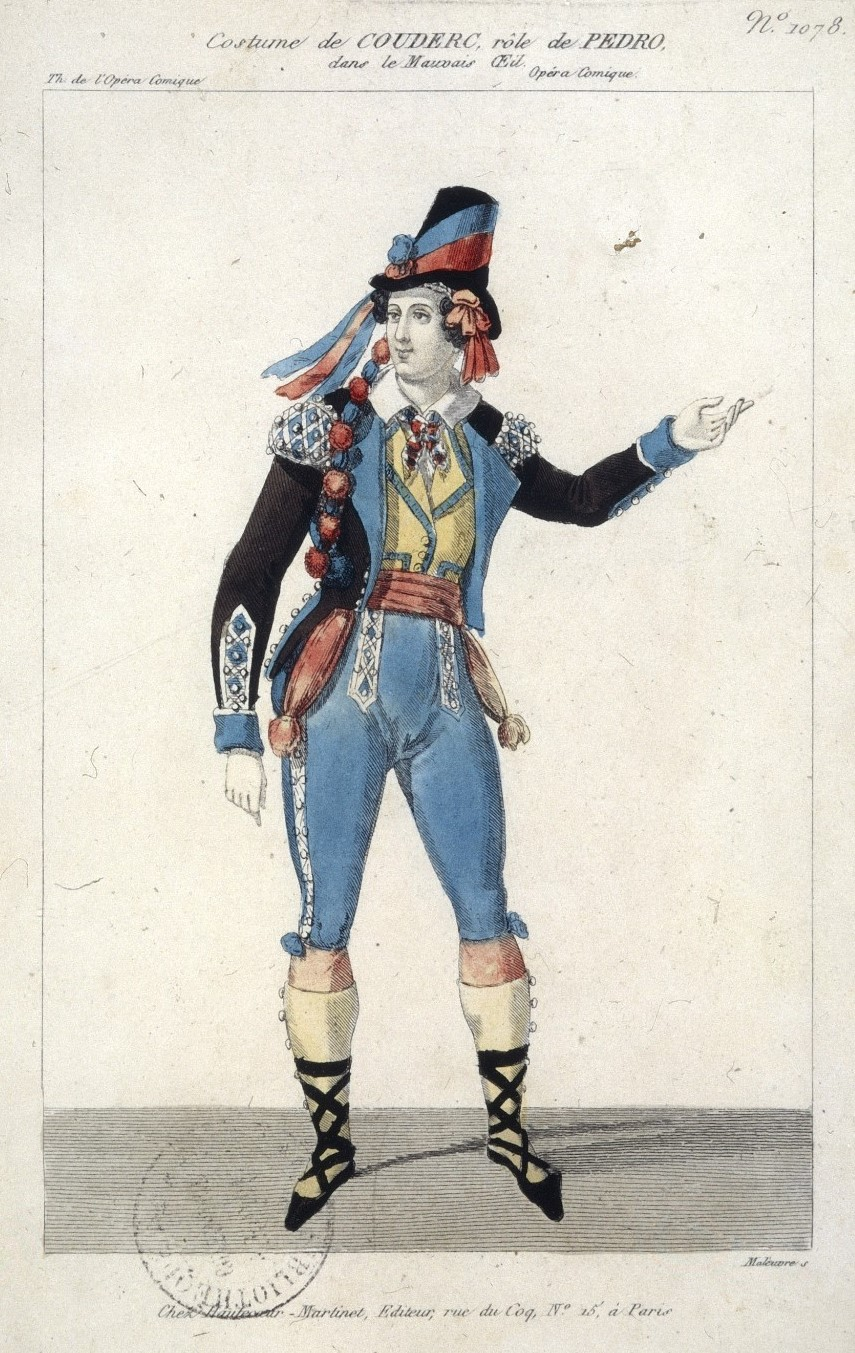
Joseph-Antoine-Charles Couderc jako Pédro ve Zlém oku, kostýmní návrh Louise Maleuvra

(Prostranství v malé horské vesnici v Biskajsku) Před alcadovým domem zpívají za úsvitu mulaři jménem svého vůdce Pedra serenádu pro jeho nastávající Inez (sbor Allons, la belle sérénade). Pedrův pobočník Tonio přichází se špatnou zprávou: jejich nejlepší mula nějak postonává. Pedro se obává, že příčinou je uhranutí Zlým okem, místním démonem, jehož skutky Pedro ostatním popisuje (balada Il es tun démon noir).
Z domu vychází alcade Gil-Polo a i on má špatnou zprávu, totiž že jeho dcera Inez churaví. Sama Inez, dosti prostoduché děvče, to potvrzuje: posledních pár dní trpí nevysvětlitelnými záchvaty melancholie (kavatina Hélas! hélas! qui donc pourra me dire). Ke všemu, co jí její snoubenec říká, se staví netečně. Vypráví mu, že před pár dny schovala v horách před procházejícím karlistickým oddílem pod svým šátkem (mantou) – a pak se s ním setkala znovu a záhy zase zmizel – ona se chvěje a má horečku – pořád myslí na pronikavý pohled jeho oka… Pro Pedra je to jasné, uhranulo ji Zlé oko, stejně jako jeho mulu. V hovoru s alcadem trvá na tom, že svatba se nemůže konat, dokud se Inez neuzdraví.

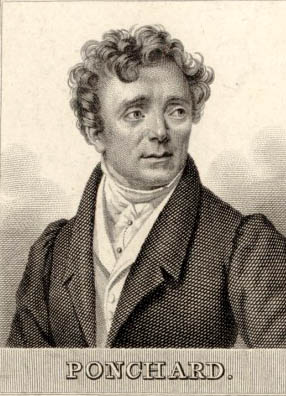
Antoine Ponchard, první představitel Josého ve Zlém oku, rytina P.-F. Bertonniera

Na návsi se objevuje žebravý mnich slibující za almužny modlitby, odpustky a jiné duchovní dary (árie se sborem Grâce à ma prière). Je to ve skutečnosti José, vůdce guerilly věrné královně Marii Kristýně, který se musí ukrývat před zdejší karlistickou posádkou; ale královnino vojsko je již nablízku. Jeho převlečení má nečekanou vedlejší výhodu: Pedro a Gil-Polo k němu vedou Inez s prosbou, aby ji vyléčil z uhranutí. José je posílá pryč, na léčení musí mít soukromí. Inez domnělému mnichovi popisuje svá trápení a José poznává, že se do něj zamilovala (duet Quoi! l'on nous laisse ensemble?) Jsou sice sami, ale José si je vědom, že jeho proces léčení pozoruje zpovzdálí Pedro, aby ho mohl replikovat na své mule. Proto přijde José – který dosud v hovor s Inez měnil hlas – na důvtipné řešení: nechá Inez zavřít oči a vlastním hlasem jí zpívá o své lásce (kuplet Lorsque le vent caresse). Inez tím velmi pookřeje a José dokončuje své „požehnání“ (ansámbl Divin rosaire). Ještě se s Inez domluví, že kdyby chtěla svého neznámého znovu vidět, musí být na nějakém místě zcela sama a zazpívat píseň Mina, la belle batelière.
Inez je tedy uzdravena, Pedro je nadšen a celá ves se sbíhá, aby slyšela Inez popisovat své zázračné uzdravení (sbor De Pédro la voix nous appelle a Inezino rondo J'étais triste ert rêveuse). K Josého překvapení si však Inez své uzdravení vykládá tak, že nyní nic nebrání k její svatbě s Pedrem. José se durdí, ale objeví se vojáci a José se musí ukrýt v Pedrově chalupě, zatímco Pedro chce odvést Inez do kostela (ansámbl Vois-tu venir de ce côté) Aby tomu José zabránil, objeví se ve své původní podobě Inez v okně Pedrovy chalupy a pak uteče zadem do hor. Inez se lekne, že viděla Zlé oko, a když se v Pedrově domě najde opuštěný mnišský hábit, je jasné (alespoň Pedrovi), že to byl démon, který na sebe umí vzít číkoli podobu. Inez prozrazuje, že ví, jak ho přivolat zpět. Toho by se dalo využít, aby ho lidé mohli chytit a zneškodnit, a proto ji vesničané donutí, aby tak na ochranu všech učinila – a protože k tomu musí být sama, vyklidí náves.
Inez tedy zpívá (kavatina Pour les préserver tous des maux les plus affreux… Mina, la belle batelière). José přijde a přesvědčí ji, že není démon, nýbrž prostý voják, který ji miluje – a že to, co ji trápí, je láska k němu (duet Je suis pauvre soldat). Ukáže se, že Inez zná tajnou cestu horami směrem ke královninu vojsku, a když Josého převleče do Pedrových šatů a vydává za svého snoubence, dostanou se i přes vojenskou hlídku karlistického oddílu. Když se však po jejich odchodu objeví druhý „druhý“ Pedro, považují ho vojáci za zrádce – a lidé za démona převtěleného v Pedra, zvláště když tuto verzi potvrzuje i navrátivší se Inez. A protože Pedro předtím tvrdil, že Zlé oko je nutné oslepit, hrozí mu nyní tento osud. Teď už ani Inezina přímluva není schopna zabránit rozlícenému davu, aby Pedra nezmrzačil. Na poslední chvíli Pedra zachrání příchod vítězného christinského vojska. S ním se vrací i José a přes Pedrovo varování se mu Inez vrhá do náruče, aˇ%t už je démon nebo ne. Guerilla zpívá svou píseň (sbor Prenons bien garde, ansámbl Je suis doux par caractère… Viens le sauver, Vierge Marie a sbor La victoire nous accompagne).